# آيت سيدي مساعد (الشرفا المرابطين)
آيت سيدي مساعد هو دُوَّار يقع بجماعة تازارين، إقليم زاكورة، جهة درعة تافيلالت في المملكة المغربية. ينتمي الدوّار لمشيخة الشرفا المرابطين التي تضم 18 دوار. يقدر عدد سكانه بـ 428 نسمة حسب الإحصاء الرسمي للسكان والسكنى لسنة 2004.

## وصلات خارجية
- البوابة الوطنية للجماعات الترابية
- المندوبية السامية للتخطيط